# Zignematals
Les zignematals (Zygnematales) són un ordre d'algues verdes, que comprèn centenars d'espècies diferents en gèneres tan ben coneguts com a Zygnema i les espirogires.